# NGC 2457
NGC 2457 је спирална галаксија у сазвежђу Рис која се налази на NGC листи објеката дубоког неба.
Деклинација објекта је + 55° 32' 50" а ректасцензија 7h 54m 45,7s. Привидна величина (магнитуда) објекта NGC 2457 износи 15,4 а фотографска магнитуда 16,2. NGC 2457 је још познат и под ознакама MCG 9-13-86, CGCG 262-46, NPM1G +55.0040, PGC 22161.